# Esparragalejo
Esparragalejo es un municipio español de la provincia de Badajoz, en la comunidad autónoma de Extremadura.

## Situación
Está situado a unos 8 kilómetros de Mérida. Pertenece a la comarca de Tierra de Mérida-Vegas Bajas, al partido judicial de Mérida (muy vinculado con la comarca de Lácara) y a la Mancomunidad Vegas Bajas. 
Muy conocido en la comarca por su presa romana, sus dos lagunas naturales, su romería, sus fiestas patronales de la Virgen de la Salud y su Semana Santa.

## Historia
A la caída del Antiguo Régimen la localidad se constituye en municipio constitucional en la región de Extremadura. Desde 1834 quedó integrado en el partido judicial de Mérida. En el censo de 1842 contaba con 52 hogares y 210 vecinos.

### Origen del nombre
La razón del nombre Esparragalejo es muy sencilla. Al fundarse la aldea se le entrega como dehesa comunal, también llamada de propios o boyal, la dehesa del Esparragal. Esparragal es el primitivo nombre del lugar. Pero al ser pequeño el vecindario y permanecer así por muchos años, se le añadió al nombre un sufijo diminutivo. De Esparragal se convirtió en Esparragalejo. Tras la conquista de Córdoba en 1236 por Fernando III, se puede decir que la orden de Calatrava completó en la práctica sus posesiones. Entonces les fueron donadas Benquerencia y Esparragal, esta última conquistada por los templarios.

## Demografía
Esparragalejo cuenta con una población de 1494 habitantes (INE 2024).
| Gráfica de evolución demográfica de Esparragalejo entre 1842 y 2021                                                   |
| |
| Población de derecho según los censos de población del INE. Población de hecho según los censos de población del INE. |

## Patrimonio
- Iglesia parroquial católica de La Purísima Concepción, en la archidiócesis de Mérida-Badajoz.[4]
- Ermita de la Virgen de la Salud.
- Ermita de Santiago.
- Presa romana.

## Fiestas
Las dos fiestas más importantes que marcan la vida de los esparralejanos son:
- Fiestas patronales en honor a la Virgen de la Salud. El día grande es el sábado siguiente al Domingo de Resurrección. Ese día desde las 8 hay diana floreada por las calles del pueblo. La misa tiene lugar a las 12 y posteriormente tiene lugar la procesión, la Virgen es sacada a hombros por la gente del pueblo salida por la Puerta del Sol bajo los acordes del himno nacional y la pasean por las calles del pueblo. Es típico el Tradicional Ramo.

- Romería Saludeña. Es una de las más conocidas de la provincia pacense. tiene lugar el primer domingo de mayo. El lugar donde se celebra es en la ermita de la Virgen de la salud, un paraje excepcional, donde se halla una fuente "Fuente de la Virgen" y una charca "la Charca de la Ermita".